# Australische parlementsverkiezingen 2016
Op 2 juli 2016 werden in Australië federale parlementsverkiezingen gehouden. De zittende eerste minister is Malcolm Turnbull, van de centrumrechtse liberaal-nationale coalitie.
Het parlement werd ontbonden op 9 mei 2016; de eerste dubbele ontbinding (double dissolution) sinds de verkiezingen van 1987. Daardoor wordt de Senaat volledig hernieuwd in plaats van gedeeltelijk.

## Achtergrond
Bij de verkiezingen van 2013 behaalde de liberaal-nationale coalitie een grote overwinning en versloeg zo de zittende Labor-regering van Kevin Rudd. Er werd een regering gevormd met Tony Abbott als eerste minister. Zijn leiderschap werd aangevochten door de meer gematigde Malcolm Turnbull, die de interne partijverkiezing won op 14 september 2015 en dus de nieuwe eerste minister werd. Hun partij steeg vervolgens in de peilingen.

## Peilingen

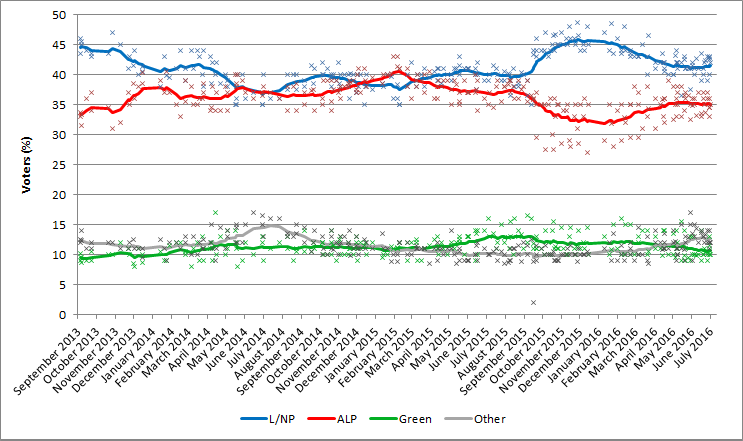
Eerste keuze (first-preference votes)
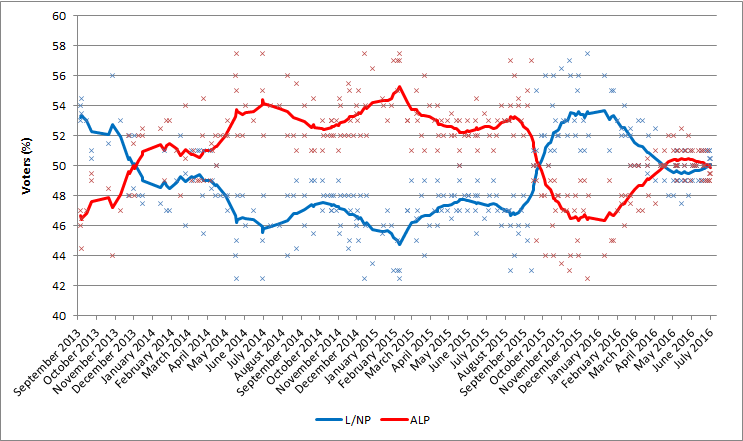
Tweepartijenstem (two-party-preferred vote)

## Resultaat

Huis van Afgevaardigden

De Australian Labor Party won 69 zetels in het Huis van Afgevaardigden, een winst van 14. De liberaal-nationale coalitie won er 76 en verloor dus 14 zetels. 76 is net genoeg voor een meerderheid in het 150-koppige Huis. Het definitieve resultaat bleef echter een tijd onduidelijk, maar uiteindelijk kon de zittende regering van Malcolm Turnbull aan de macht blijven. Het aantal crossbenchers bleef gelijk op vijf.

Senaat

In de Senaat kreeg Labor er één zetel bij terwijl de coalitie er drie verloor. Het aantal crossbenchers ging er dus met twee op vooruit naar 20, waardoor de regering negen in plaats van voordien zes extra stemmen nodig heeft voor een meerderheid.